# Sudanese Peace Agreement
Das Sudanese Peace Agreement, auch: Juba Agreement for Peace in Sudan (arabisch اتفاق السلام السوداني, DMG aitifaq alsalam alsuwdanii, dt.: „Sudanesisches Friedensabkommen“, oder: „Juba-Abkommen für Frieden im Sudan“), oder einfach Juba Agreement, ist ein Friedensvertrag, der am 3. Oktober 2020 in Juba, Südsudan unterzeichnet wurde. An dem Abkommen waren die Regierung des Sudan unter Leitung von Abdallah Hamdok und in Anwesenheit des Anführers des sudanesischen Sovereignty Council, Abdel Fattah al-Burhan beteiligt, sowie die Sudanese Revolutionary Front, welche die fünf wichtigsten Rebellengruppe umfasst, und die Anführer des Justice and Equality Movement und des Sudan Liberation Movement, aus Darfur im Westen, und das Sudan People’s Liberation Movement–North, welches in den Kämpfen um Abyei gegen die Sudanesische Regierung, in Dschanub Kurdufan und in an-Nil al-azraq führend waren.
Seit der Sudan 1956 seine Unabhängigkeit erlangte, wurde das Land von verschiedenen Bürgerkriegen und internen Konflikten heimgesucht, insbesondere vom Darfur-Krieg (2003–2020). Bei den Kämpfen zwischen Rebellengruppen in der Region kamen fast 400.000 Menschen ums Leben, und über 2,5 Millionen wurden vertrieben.
Nach fast zwei Jahrzehnten des Blutvergießens war die Umsetzung von Gesetzen zur Friedenskonsolidierung dringend erforderlich. Das Juba-Friedensabkommen diente der Änderung der sudanesischen Verfassung aus dem Jahr 2019. Es ist das jüngste in einer langen Reihe erfolgloser Gesetze, die das Machtgefüge zwischen der Zivilregierung und der Herrschaft des Militärs/der Streitkräfte angleichen sollten.

## Vereinbarungen
Die Vereinbarung umfasst 8 Protokolle:
- Reorganisation und Neustrukturierung der Sicherheitskräfte und der Armee, wobei gemäß der Vereinbarung Mitglieder der bewaffneten Bewegungen nach der Auflösung der Frontmilizen in die Regierungstruppen integriert werden.
- Anwendung der Übergangsjustiz im gesamten Sudan.
- Entschädigung und Wiedergutmachung.
- Entwicklung des Nomaden- und Hirtensektors.
- Umverteilung von Wohlstand und wirtschaftlichen Rechten.
- Lösung des Problems der Vertriebenen und Flüchtlinge.
- Landumverteilung, einschließlich der Lösung des Hawakeer-Problems, d. h. der Bezeichnung für Land, das unter die Kontrolle von Stämmen oder deren Besitz fällt, die dies verlangen.
- Das Machtteilungsprotokoll ergänzt diese Protokolle, da vereinbart wurde, dass die Rebellenparteien während der Übergangsphase im Sudan im Sudanesischen Souveränitätsrat politisch vertreten sein werden.[9]

### Machtteilung
Das Hauptprotokoll des Friedensabkommens von Juba bezieht sich direkt auf die Praxis des Föderalismus im Sudan und Südsudan. Die allgemeinen Grundsätze des Abkommens reichen von der Erklärung des Sudan als souveräner Staat für sein Volk bis zur Verurteilung von Gewalt als politische Praxis. Dieser Abschnitt betont auch die ethnische Vielfalt des Sudan und stellt fest, dass die Machtteilung zwischen diesen Gruppen für eine demokratische Regierungsführung notwendig ist.
Was die konkreten Protokolle betrifft, so beanspruchte dieser Abschnitt des Abkommens den Vorrang des gesamten Dokuments gegenüber der Charta von 2019, stimmte der Wiederherstellung eines regional-föderalen Regierungssystems zu, führte eine Verhältniswahlregelung für Darfur ein und mehr. Auch für Darfur versprach das Abkommen 28 verschiedene Pläne zum Wohle der Region.

### Vermögensteilung
Ähnlich wie das erste Protokoll enthält auch dieses viele allgemeine Grundsätze, beispielsweise die Anerkennung der Tatsache, dass eine gerechte Verteilung von Ressourcen dem Wohl des Sudan dient. Diese Aussage selbst ist der erste Grundsatz, der die vielen ähnlichen Punkte zusammenfasst, die zu Beginn des Abschnitts dargelegt wurden. Dieselben übergreifenden Themen finden sich auch in den detaillierteren Aspekten dieses Abschnitts wieder. So sind beispielsweise die Einrichtung eines Nationalen Einnahmenfonds, der Darfur-Kommission für Wiederaufbau und Entwicklung und andere Entwicklungsprojekte allesamt mit Versprechen einer Vermögensverteilung verbunden. In diesem Teil des Dokuments wird auch ausdrücklich erwähnt, über welche ausschließlichen Einnahmequellen die Region Darfur und ihre Bundesstaaten verfügen (z. B. Steuern auf Eigentum/Grundstücke, Tourismus, Inlandskredite). Alles in allem enthält dieser Abschnitt 29 einzigartige Grundsätze zur gerechten Wirtschaftsentwicklung des Sudan.

### Gerechtigkeit, Rechenschaftspflicht und Versöhnung
Das dritte Protokoll des Friedensabkommens von Juba befasst sich mit den zahlreichen Menschenrechtsverletzungen, die sich seit Jahren in der Region ereignen. Die allgemeinen Grundsätze dieses Teils drehen sich weitgehend um die Achtung, Aufrechterhaltung und Umsetzung von Rechtsmaßnahmen zur Bekämpfung von Kriegsverbrechen und Völkermord. Viele dieser Schwerpunkte zielen darauf ab, Opfern der Gewalt im Sudan zu helfen, Gerechtigkeit auf rechtlicher Ebene zu erfahren. Eine wesentliche Änderung in diesen Abschnitten besteht darin, dass, sofern nicht wegen einer Gesetzesverletzung der Internationale Strafgerichtshof eingeschaltet werden muss, das (im letzten Teil dieses Abschnitts neu hinzugefügte) Sondergericht für Darfur der nationalen Justiz, die Wahrheits- und Versöhnungskomitees und die sudanesischen Gerichte die Macht ausüben dürfen. Kapitel 3 der Friedensprotokolle von Juba enthält auch einen Abschnitt zum Gedenken an die Opfer in Darfur, um symbolisch Frieden zu fördern.

### Entschädigung und Wiedergutmachung
Kapitel 4 des Juba-Friedensabkommens befasst sich mit der finanziellen und institutionellen Gerechtigkeit für die Opfer des Darfur-Konflikts. Dieses Kapitel besagt, dass diese Gerechtigkeit in Form von Entschädigung, Wiedergutmachung, Rehabilitation, Gedenken und/oder Genugtuung erfolgen kann. Es legt außerdem fest, dass sich der Begriff „Opfer des Darfur-Konflikts“ auf Folgendes bezieht:
- Überlebende einer Vergewaltigung, Opfer körperlicher, geistiger und psychischer Verletzungen oder diejenigen, die ihr Eigentum verloren haben oder deren Grundrechte verletzt wurden
- Elternlose Kinder
- Unbegleitete Kinder
- Getrennte Kinder
- Unmittelbare Familienangehörige oder Angehörige von Personen, die einen Schaden im Sinne des ersten Aufzählungspunkts erlitten haben
- Nichtkombattanten, die bei der Intervention zur Unterstützung von Personen in Not oder zur Verhinderung von Viktimisierung Schaden erlitten haben

Darüber hinaus werden in diesem Kapitel des Friedensabkommens auch die Rechte derjenigen erläutert, die Entschädigungen/Wiedergutmachungen fordern, sowie die Einrichtung eines Fonds für die oben genannten Zwecke.

### Binnenvertriebene und Flüchtlinge
Zu Beginn von Kapitel 5 der Protokolle des Abkommens finden sich klare Definitionen der Begriffe „Binnenvertriebene“ (internally displaced persons, IDPs), „Flüchtlinge“ (refugees), „Vertriebene“ (displaced persons), und „Bewohner auf dem Land anderer“ (Menschen, die nach Beginn Darfurs illegal auf dem Land anderer lebten, residents on lands of others). Diese Definitionen bilden die Grundlage für die Protokolle, die gewährleisten sollen, dass alle in Darfur involvierten Parteien an das internationale Recht in Bezug auf Vertriebene und Flüchtlinge gebunden sind. Außerdem heißt es in dem Dokument, dass Binnenvertriebene und Flüchtlinge das Recht auf Rückkehr, Staatsbürgerschaft, Identität, Teilhabe, Eigentum und Wohnung haben. In diesem Abschnitt werden auch die Logistik der Entschädigung für Eigentum und Wohnung sowie die Schaffung angemessener Bedingungen für die Rückkehr dargelegt.
Auf globalerer Ebene garantiert Kapitel 5 Binnenvertriebenen und Flüchtlingen dringende humanitäre Hilfe und eine umfassende Strategie zur Neuansiedlung. Darüber hinaus ebnet es den Weg für die Einrichtung einer Kommission für Binnenvertriebene und Flüchtlinge (IDPRC) und erläutert deren Planung.

### Entwicklung des Nomaden- und Hirtensektors in der Region Darfur
Dieses Kapitel der Protokolle beleuchtete direkt die Ursachen des Darfur-Krieges – vor allem den Umweltaspekt. Der Krieg selbst ist äußerst komplex, und einer der vielen Gründe für seinen Ausbruch waren die unterschiedlichen landwirtschaftlichen Praktiken der eher ländlichen Stammesgruppen der Region. Der Streit zwischen Nomaden und sesshaften Bauern um Land wurde von der sudanesischen Regierung genutzt, um einen Konflikt zwischen arabischen Nomaden und afrikanischen Viehzüchtern zu schüren. Doch nach den Gewaltausbrüchen skizzierte dieser Abschnitt einen Weg zur Gleichberechtigung von Nomaden und Viehzüchtern.
Kapitel 6 befasst sich insbesondere mit der Vermeidung künftiger Stammeskonflikte durch den Schutz und die Investition in Ressourcen. Angesichts der Umweltschäden, die den Kampf um Ressourcen verschärften, wurde dieser Plan in das Juba-Abkommen aufgenommen, um eine gerechtere Zukunft sowohl für die Ressourcen als auch für die sie nutzenden Gruppen zu gewährleisten. Der Großteil dieses Abschnitts legt die Grundlagen für die Förderung des Friedens zwischen den verschiedenen ethnischen Gruppen durch die Schaffung von Agenturen für landwirtschaftliche Zusammenarbeit.

### Land und Hawakeer
„Hawakeer“ ist ein ausschließlich sudanesischer Begriff für traditionelle Stammesrechte an Land, die von der Bevölkerung eines bestimmten Gebiets als gültig angesehen werden. Dies ist der Schwerpunkt von Kapitel 7 der Juba-Friedensprotokolle. Die Anerkennung des traditionellen Eigentums an diesen Stammesgebieten und der historischen Rechte an den damit verbundenen Gebieten stehen im Mittelpunkt dieses Abschnitts – insbesondere in Bezug auf Viehtriebwege und Wasserzugang. Die wichtigsten Maßnahmen des Abkommens zur Lösung der Spannungen um Landrechte sind die offizielle Demarkierung der Grenzen Darfurs und die Gründung der Darfur Lands and Hawakeer Commission (DLHC). Der Rest dieses Kapitels erläutert die Aufgaben und Befugnisse der DLHC sowie ihre Finanzierung.

### Dauerhafter Waffenstillstand und endgültiges Sicherheitsabkommen
Kapitel 8, der längste und zugleich detaillierteste Teil der Protokolle, beschreibt detailliert die Pläne zur Erreichung eines sofortigen Friedens, der die für die Umsetzung der vorherigen Abschnitte erforderliche Stabilität gewährleisten soll. Eine Präambel mit fünf übergreifenden Aussagen leitet den Abschnitt ein, bevor Definitionen für eine Vielzahl der verwendeten Begriffe gegeben werden. Anschließend erläutert Kapitel 8 den Zweck des Abkommens, die beteiligten Parteien, die Leitprinzipien des Abkommens und leitet über zu den Phasen der endgültigen Sicherheitsabkommen. Das erste dieser Abkommen sieht die Einstellung der Feindseligkeiten vor, gefolgt von einem dauerhaften Waffenstillstand (der im Abkommen ausführlich beschrieben wird). Anschließend werden für alle beteiligten Parteien sowohl zulässige als auch verbotene Handlungen aufgeführt, bevor die Waffenstillstandsvorbereitungen erläutert werden. Die meisten der übrigen Bestandteile des Abschnitts konzentrieren sich auf den Verhaltenskodex während des Waffenstillstands und die während des Waffenstillstands und darüber hinaus geltenden Leitplanken. Entlang der vielschichtigen Richtlinien für Entwaffnung, Demobilisierung und Reintegration (DDR) erhalten alle unterzeichnenden Parteien einen durchdachten Weg zur Stabilität. Nach weiteren Informationen zur Umsetzung verschiedener Programme/Methoden/Organisationen schließt das letzte Kapitel des Juba-Abkommens mit Regeln für die Vermittler des Dokuments und Schlussbestimmungen.

## Unterzeichnende Parteien

### Übergangsregierung des Sudan
Nach einem Staatsstreich im Jahr 2019 und der anschließenden Absetzung des ehemaligen Präsidenten Umar al-Baschir setzte der Sudan eine Übergangsregierung ein, um den Übergang zu einem demokratischen System zu schaffen. Obwohl auch diese Regierung nicht ohne Turbulenzen auskam, stürzte sie den Präsidenten, der den Konflikt in Darfur verschärft hatte und als einer der Hauptverantwortlichen für das Blutvergießen gilt. Nach ihrer Machtübernahme leitete die Übergangsregierung unter Abdalla Hamdok und Abdel Fattah al-Burhan die Bemühungen des neuen Staates, eine gemeinsame Basis mit den Rebellengruppen in Darfur zu finden.

### Die bewaffneten Kampfbewegungen – Darfur Path
Sudanesische Befreiungsbewegung / Armee
Die Sudanesische Befreiungsarmee/-Bewegung (Sudan Liberation Movement/Army, SLM), eine mehrheitlich aus Südsudanesen bestehende Gruppe, wurde 1989 als direkte Folge der Machtübernahme von Hassan al-Turabis Nationaler Islamischer Front im Sudan nach dem Sturz von Ahmad al-Mirghani gegründet. Die NIF verfolgte gegenüber Nicht-Arabern eine ungleiche Politik hinsichtlich der Land- und Machtteilung (und bereitete so schon Jahre im Voraus die Weichen für Darfur). Deshalb hat sich die SLM für ihre Rechte/Vertretung eingesetzt, lange bevor Nicht-Arabern Gewalt angetan wurde. Nachdem es zu diesen Gewalttaten gekommen war, war dies jedoch nur ein weiterer Grund für die SLM, sich dem Abkommen von Juba anzuschließen, das jeder ihrer Fraktionen drei Sitze im Souveränitätsrat, insgesamt fünf Minister im Übergangskabinett und ein Viertel der Sitze in der Übergangsgesetzgebung zusprach.
Sudanesische Befreiungsbewegung – Übergangsrat (SLM-TC)
Diese von al-Hadi Idris Yahya angeführte Fraktion der SLM spaltete sich von ihrer Mutterorganisation ab, da sie nicht bereit war, mit dem ehemaligen Präsidenten Umar al-Baschir zu verhandeln. Nach der Einsetzung der Übergangsregierung nach al-Baschirs Sturz unterzeichnete die Gruppe das Friedensabkommen.
Bewegung für Gerechtigkeit und Gleichheit (JEM)
Nach der Veröffentlichung des Schwarzbuchs im Jahr 2000, einem Manuskript, das die Marginalisierung von Nicht-Arabern im Sudan detailliert beschrieb, wurde die Bewegung für Gerechtigkeit und Gleichheit (Justice and Equality Movement, JEM) gegründet, deren Hauptfraktionen sich um 2010 verbündeten und zu den treibenden Kräften bei der erzwungenen Absetzung von Präsident Al-Bashir gehörten. JEM und SLM waren auch in der Übergangsregierung gleich vertreten, als diese das Juba-Abkommen unterzeichneten.
Sudan People’s Liberation Movement–North
Die Sudan People’s Liberation Movement–North (SPLM-N) wurde von verschiedenen Fraktionen der SPLM/A gegründet, die nach der Unabhängigkeit des Südsudan 2011 im Sudan verblieben waren. Nachdem man sich 2017 nicht auf eine Säkularisierung einigen konnte, spaltete sich die Gruppe in zwei Fraktionen auf: SPLM-N (Agar) und SPLM-N (al-Hilu). Dies, gepaart mit Kämpfen am Blauen Nil, führte zum Zerwürfnis zwischen den beiden wichtigsten ideologischen Gruppen der SPLM-N. Sowohl Agar als auch al-Hilu unterzeichneten jedoch 2020 das Juba-Abkommen.
Sudanesische Befreiungskräfte-Allianz (SLFA)
Die Sudan Liberation Forces Alliance (SLFA) ist ein Nebenprodukt der verschiedenen Fraktionen und Splittergruppen der Hauptgruppen, die am Krieg in Darfur beteiligt sind. Die SLFA umfasst drei Rebellengruppen: die SLM-Einheitsfraktion, die Liberation and Justice Movement (Befreiungs- und Gerechtigkeitsbewegung, LJM) und einen Teil der JEM. Jede dieser Parteien besteht aus mehreren Stämmen und Rebellengruppen.

### Zeugen und Garantien
Für die Richtigkeit der Angaben unterzeichneten Delegierte aus Ägypten, Katar, der Afrikanischen Union, der Vereinten Nationen, Europäischen Union und der Botschafter Khalid Abdulrahim von der Arabischen Liga.
Für die Umsetzung der Vereinbarung bürgten General Salva Kiir Mayardit, der Präsident der Republik Südsudan, Marschall Idriss Déby Itno, der Präsident der Republik Tschad und die Vereinigten Arabischen Emirate.

## Unterzeichnung
Am Samstag, dem 3. Oktober 2020, wurde in Juba, der Hauptstadt des Südsudan, die endgültige Fassung des Friedensabkommens zwischen der sudanesischen Regierung und einer Reihe bewaffneter Bewegungen unterzeichnet. An dem Abkommen waren zahlreiche Sponsoren beteiligt, allen voran die Vereinigten Arabischen Emirate.
An der Unterzeichnungszeremonie auf dem Freiheitsplatz in Juba nahmen die Präsidenten des Tschad, Dschibutis und Somalias sowie die Premierminister Ägyptens und Äthiopiens, der Energieminister der Emirate, der US-Sondergesandte für den Sudan und Südsudan sowie Vertreter mehrerer westlicher Länder teil. Zu den bewaffneten Gruppen, die das Juba-Abkommen unterzeichneten, zählten die Sudanesische Befreiungsarmee, der Arko-Minawi-Flügel, die Bewegung für Gerechtigkeit und Gleichheit, die Volksbewegung, der Flügel von Malik Aqar sowie weitere Gruppierungen.

## Internationale Reaktionen
In den Tagen und Monaten nach der Unterzeichnung des Friedensabkommens von Juba kündigten verschiedene Weltmächte ihre Unterstützung für die sudanesische Übergangsregierung und ihre Demokratisierungsbemühungen an. Allen voran die Vereinten Nationen, die bei der Überwachung des Abkommens eine Schlüsselrolle spielten. In einer am 9. Oktober 2020 veröffentlichten Erklärung gratulierte der UN-Sicherheitsrat dem Sudan zu der Einigung und lobte gleichzeitig die verschiedenen beteiligten Parteien (insbesondere den Südsudan). Darüber hinaus stellte der Sicherheitsrat die United Nations Integrated Transition Assistance Mission in Sudan (Integrierte Übergangshilfemission der Vereinten Nationen im Sudan, UNITAMS) und die Mission der Afrikanischen Union und der Vereinten Nationen in Darfur (UNAMID) vor. UNITAMS wurde jedoch im November 2023 vom Sudan beendet, und die UN stimmten dem zu. Diese Entscheidung wurde aufgrund mangelnder Fortschritte bei der Umsetzung bestimmter Aspekte des Abkommens getroffen, was in den Jahren unmittelbar nach der Finalisierung in Juba zu einem allgemeinen Trend wurde.
Die Vereinigten Staaten schlossen sich den Vereinten Nationen an und lobten die Unterzeichner des Juba-Abkommens im Oktober 2021 – ein Jahr nach dessen Unterzeichnung. Diese Erklärung der USA, Großbritanniens und Norwegens erfolgte gemeinsam. Sie würdigten die nach der Unterzeichnung erzielten Fortschritte und drängten gleichzeitig auf kürzere Verzögerungen bei der Umsetzung des gesamten Abkommens.
Zufällig wies Amnesty International bereits in ihrer Erklärung vor der offiziellen Unterzeichnung des JPA auf diese möglichen Probleme hin. In dem Artikel der Organisation wurde betont, dass das Abkommen nicht nur ein Dokument, sondern auch eine Praxis sein müsse.